# Wonderful Land
"Wonderful Land" är en instrumentallåt komponerad av Jerry Lordan som släpptes som singel av The Shadows 1962 på skivbolaget Columbia. Wonderful Land var den singel som låg längst på brittiska singellistans förstaplats under 1960-talet. Det var bandets andra Englandsetta efter "Apache" 1960.

## Listplaceringar
| Lista (1962)   | Position               |
| -------------- | ---------------------- |
| Nederländerna  | 2                      |
| Norge          | 2 (VG-lista)           |
| Storbritannien | 1                      |
| Sverige        | 4 (Radio Nord Topp 20) |
| Sverige        | 3 (Tio i topp)         |
| Västtyskland   | 23                     |

## Covervesioner
Wonderful Land har spelats in av artister som Mike Oldfield, Mark Knopfler och Tony Iommi.